# Барон Мойнихан

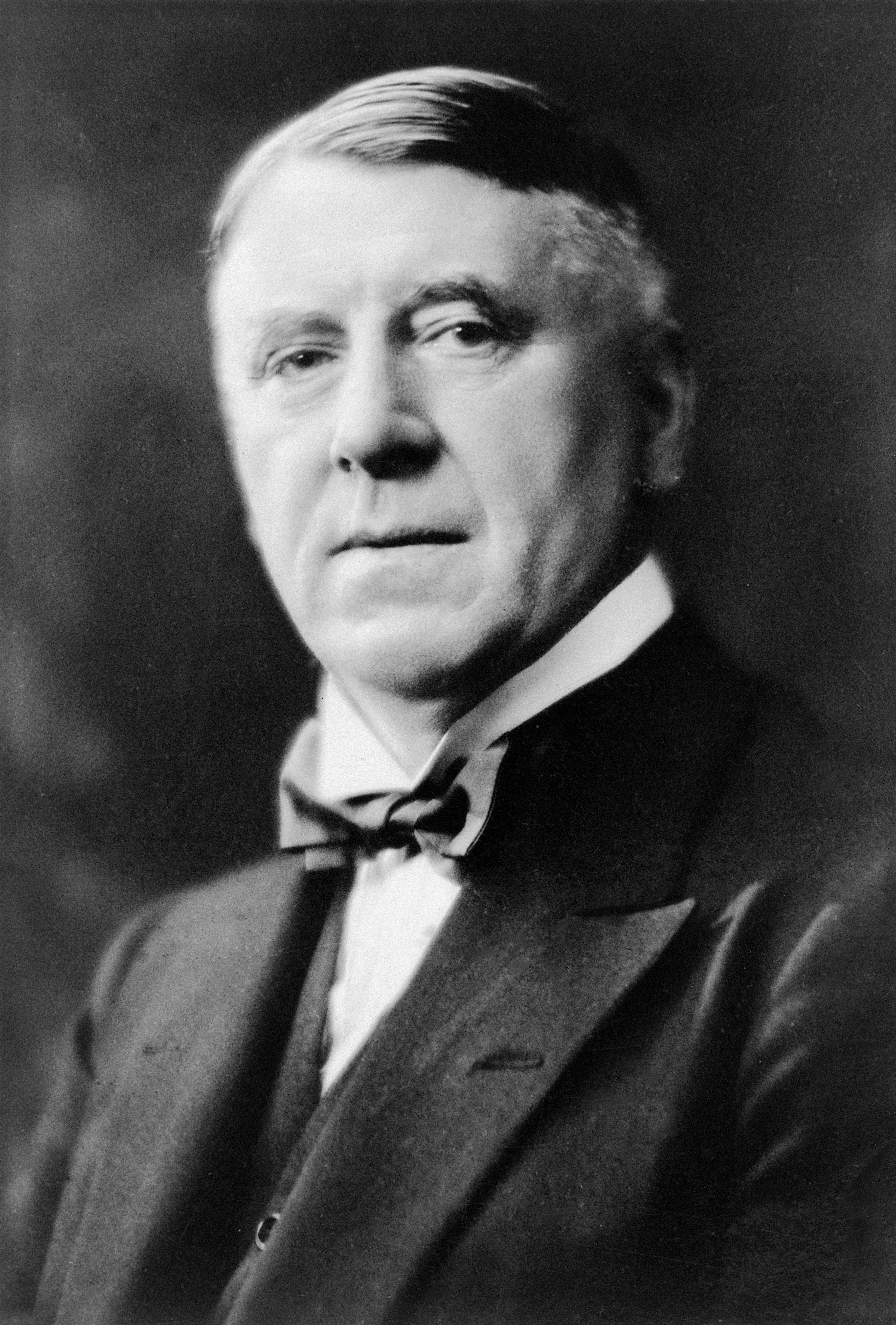
Беркли Джордж Эндрю Мойнихан, 1-й барон Мойнихан (1865—1936)

Барон Мойнихан из Лидса в графстве Йоркшир (англ. Baron Moynihan, of Leeds in the County of York) — наследственный титул в системе Пэрства Соединённого королевства.

## История
Титул барона Мойнихана был создан 19 марта 1929 года для хирурга сэра Беркли Мойнихана, 1-го баронета (1865—1936), сын Эндрю Мойнихана (1830—1867), кавалера Креста Виктории. В 1922 году для Беркли Мойнихана был создан титул баронета из Карр Манор. Его единственный сын, Патрик Беркли Мойнихан, 2-й барон Мойнихан (1906—1965), был председателем Либеральной партии в 1949—1950 годах. Ему наследовал его сын, Энтони Патрик Эндрю Кейнс Беркли Мойнихан, 3-й барон Мойнихан (1936—1991). После его смерти в 1991 году баронский титул в течение шести лет был бездействующим.
На баронский титул стали претендовать двое сыновей третьего барона Эндрю и Дэниэл, рождённые от четвёртого и пятого браков. Сам 3-й барон Мойнихан считал, что старший из них, Эндрю, не его родной сын, и поддерживал претензии младшего сына Дэниэла. Затем на титул стал претендовать их дядя, Колин Беркли Мойнихан (род. 1955), который в марте 1994 года был вызван в суд, где оспаривал законность своих обоих племянников. В 1996 году Семейный отдел Высокого суда постановил, что развод третьего барона с его четвёртой женой был получен обманным путём, что его пятый брак был бигамным, а его сын Дэниэл от этого брака был признан незаконнорождённым. Комитет по привилегиям Палаты лордов назначил анализ ДНК Эндрю Мойнихана, который установил, что третий барон Мойнихан не был его биологическим отцом. В связи с этим в 1997 году Колин Мойнихан, младший брат покойного барона, был признан Палатой лордов в качестве 4-го барона Мойнихана.
Колин Мойнихан, 4-й барон Мойнихан был депутатом Палаты общин Великобритании от Восточного Луишема (1983—1992), занимал должности министра спорта (1987—1990), парламентского заместителя министра по энергетике (1990—1992) и председателя Британской Олимпийской ассоциации (2005—2012).

## Бароны Мойнихан (1929)
- 1929—1936: Беркли Джордж Эндрю Мойнихан, 1-й барон Мойнихан[англ.] (2 октября 1865 — 7 сентября 1936), сын капитана Эндрю Мойнихана[англ.] (1830—1867)[2];
- 1936—1965: Патрик Беркли Мойнихан, 2-й барон Мойнихан[англ.] (29 июля 1906 — 30 апреля 1965), единственный сын предыдущего[3];
- 1965—1991: Энтони Патрик Эндрю Кейнс Беркли Мойнихан, 3-й барон Мойнихан[англ.] (2 февраля 1936 — 24 ноября 1991), единственный сын предыдущего от первого брака[4];
- 1997 — н. в.: Колин Беркли Мойнихан, 4-й барон Мойнихан[англ.] (род. 13 сентября 1955), единственный сын 2-го барона Мойнихана от второго брака, единокровный брат предыдущего[5];
  - Наследник титула: достопочтенный Николас Юэн Беркли Мойнихан (род. 31 марта 1994), старший сын предыдущего[6].